# Japanisch-Deutsches Zentrum Berlin

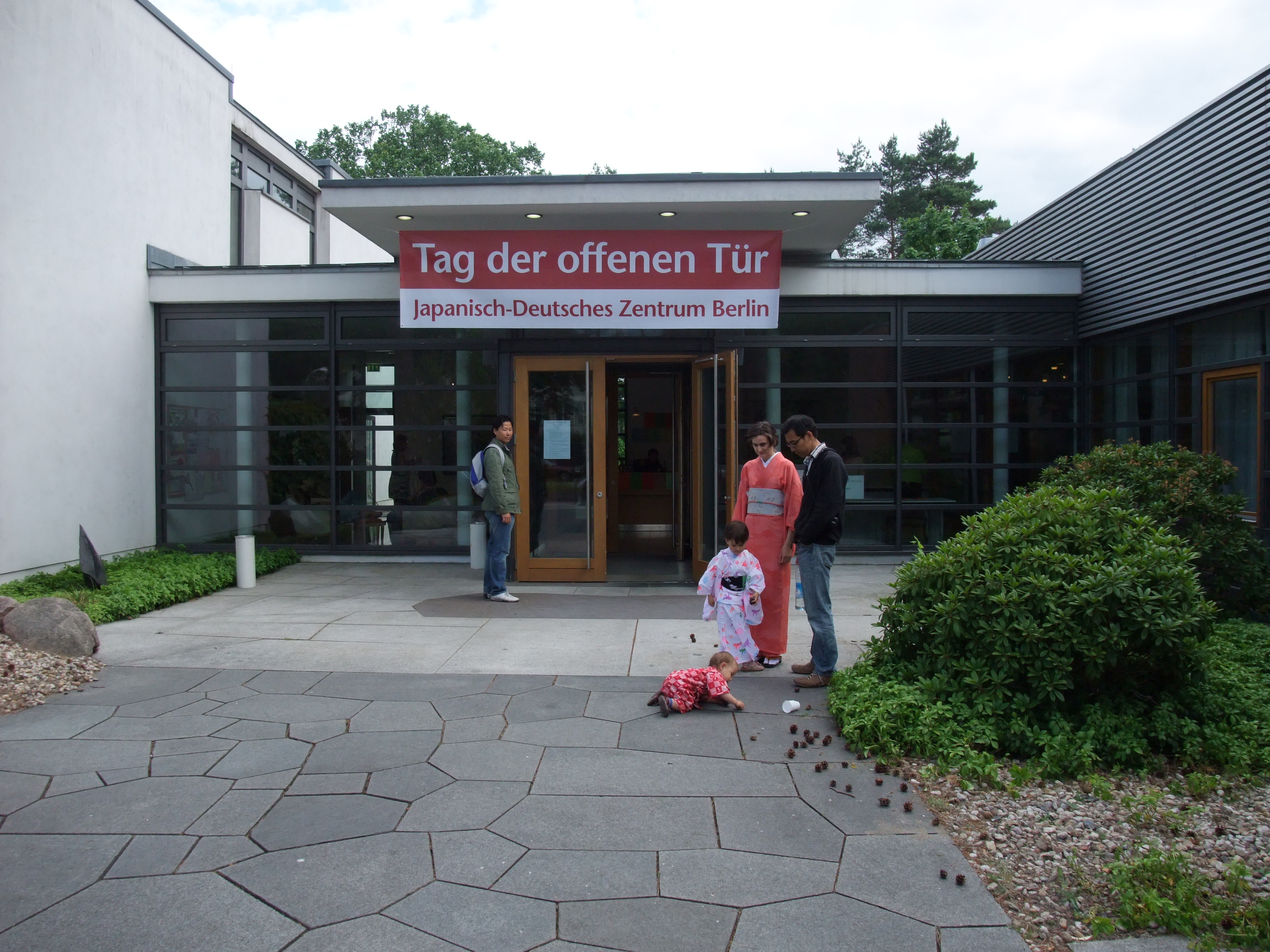
Eingang am Tag der offenen Tür 2010

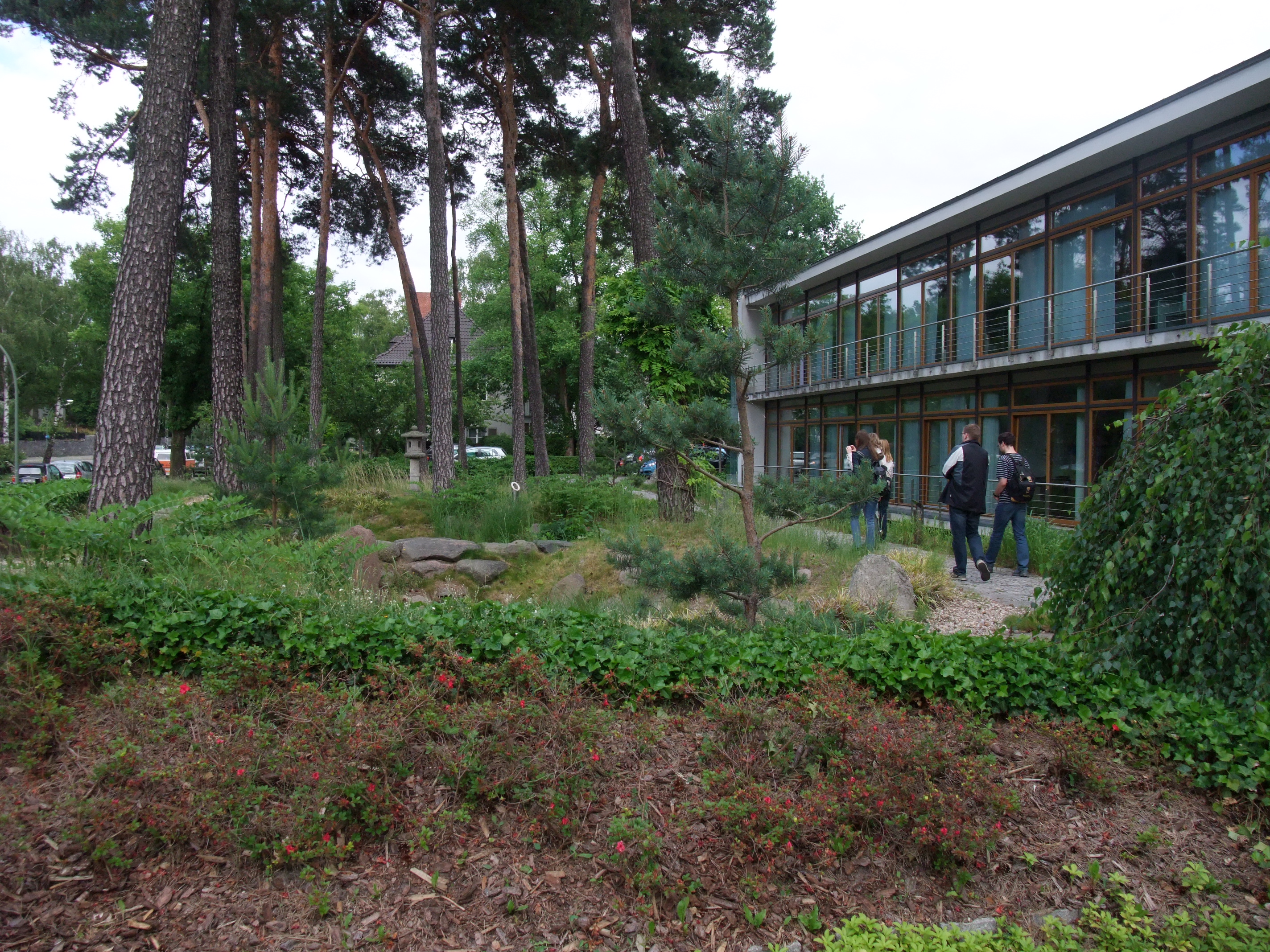
Garten vor dem Zentrum

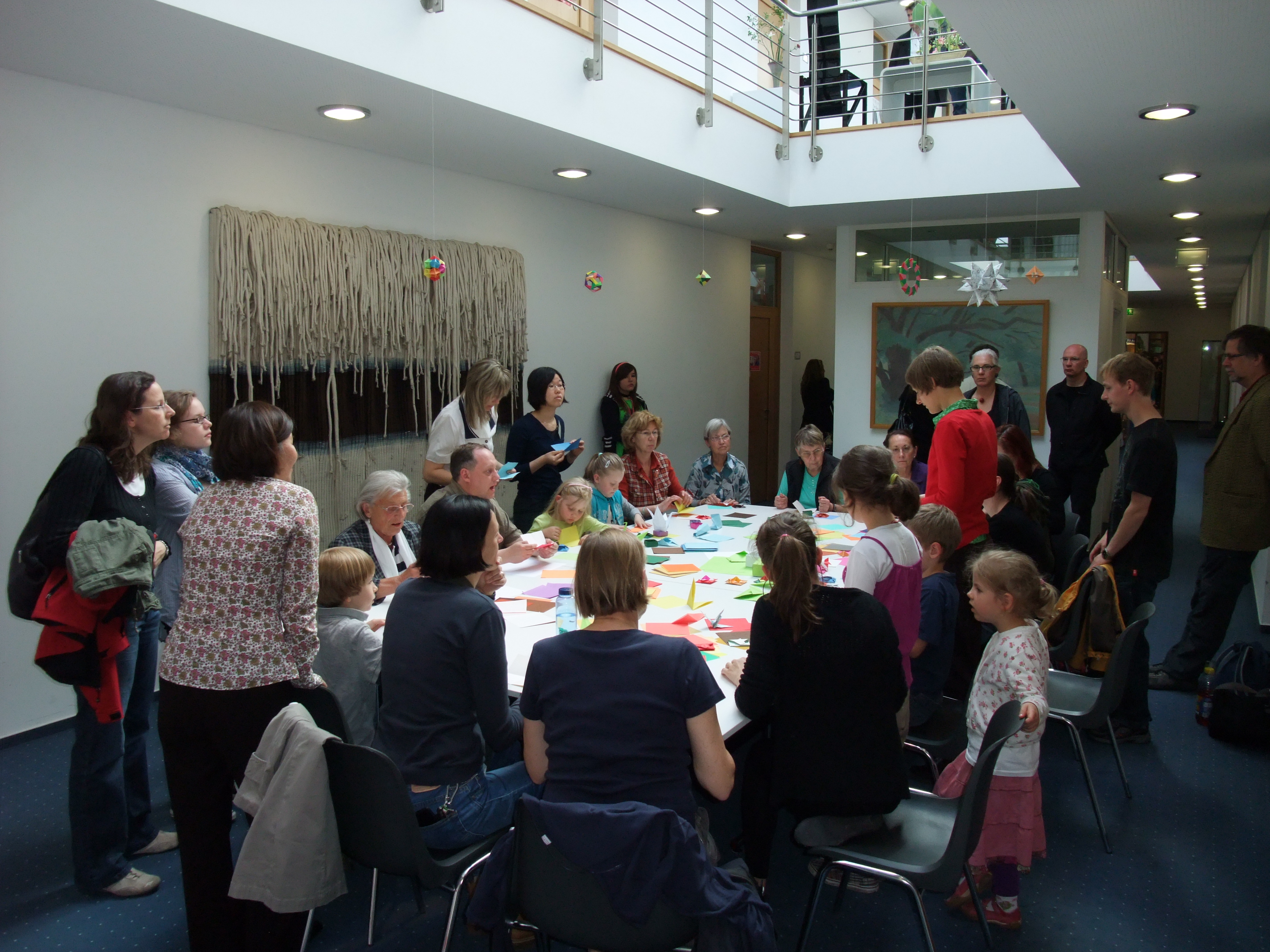
Origami-Kurs am Tag der offenen Tür 2010

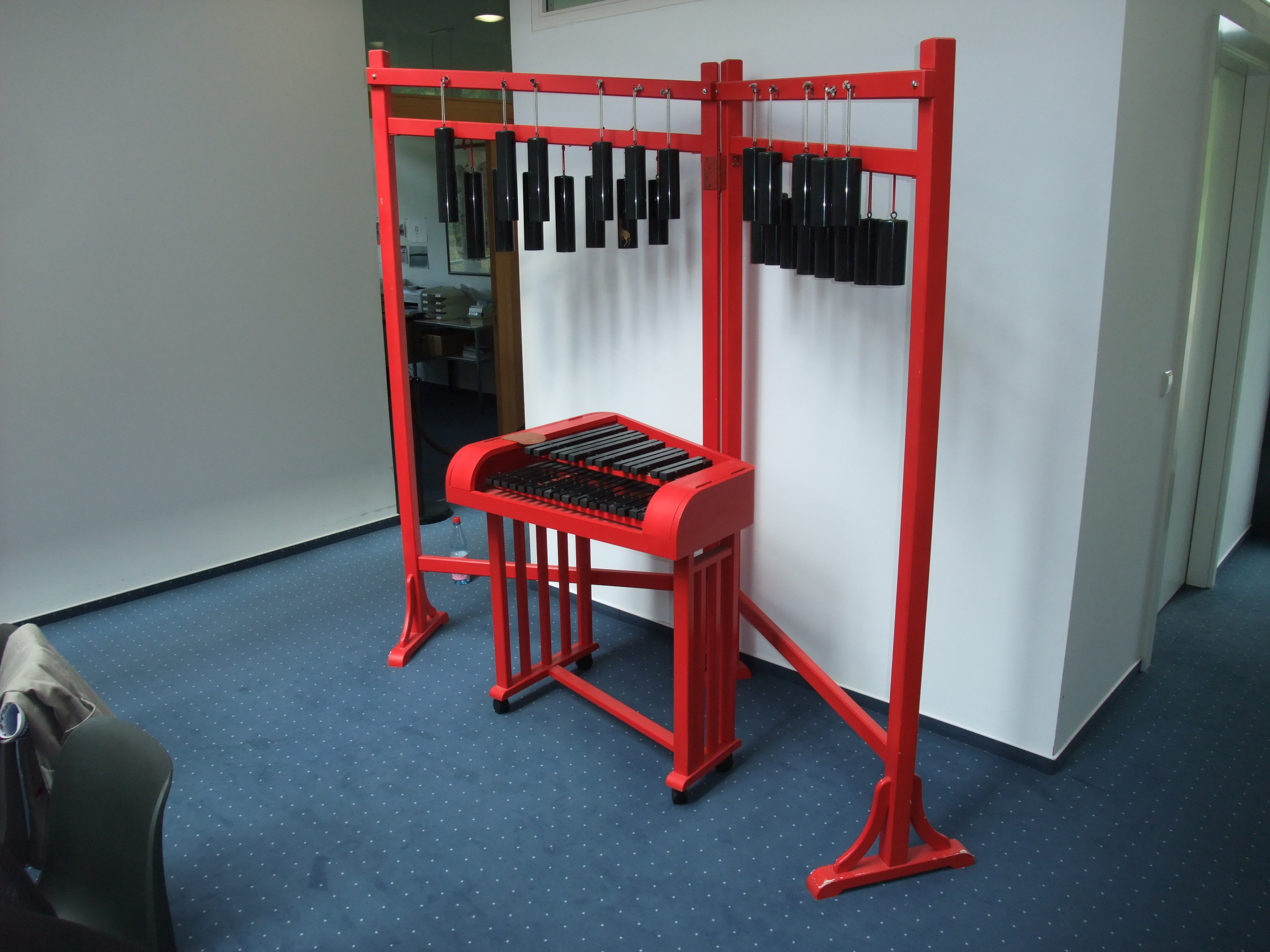
Sanukitophon im Flur des Zentrums

Das Japanisch-Deutsche Zentrum Berlin (JDZB) widmet sich seit 1985 der japanisch-deutschen und der internationalen Zusammenarbeit und engagiert sich dabei vor allem in den Bereichen Wissenschaft, Kultur und Wirtschaft. Die Aktivitäten der gemeinnützigen Stiftung reichen von wissenschaftlichen Konferenzen und kulturellen Veranstaltungen über Austauschprogramme bis hin zu Japanischkursen und einem Tag der offenen Tür.
Der Schwerpunkt des JDZB liegt bei wissenschaftlichen Tagungen, von denen das JDZB jährlich etwa 20 in eigener Regie oder mit Kooperationspartnern durchführt, davon einige auch in Japan und anderen Ländern. Themen sind vor allem längerfristige politische, wirtschaftliche und gesellschaftliche Entwicklungen; dabei wird Bezug genommen auf aktuelle Anlässe wie die z. B. die NPT-Konferenz, die Biodiversitäts-Konferenz oder die Klimakonferenz in Bonn.
Die Finanzierung der Stiftung erfolgt zu gleichen Teilen durch die deutsche und die japanische Seite. Zusätzlich ist das JDZB bei der Realisierung seiner Projekte auch auf Mittel von Partnern und Sponsoren angewiesen.

## Geschichte

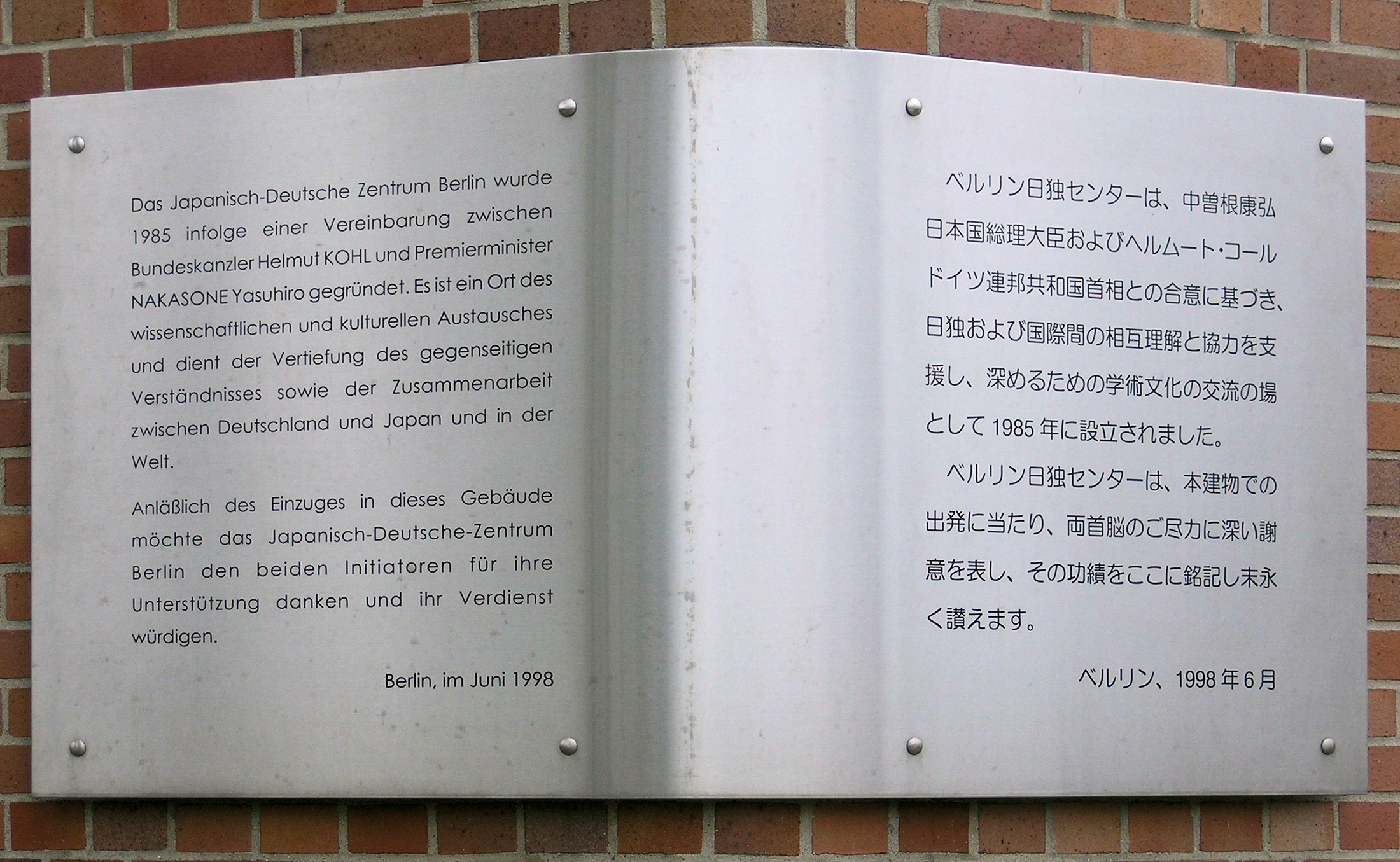
Gedenktafel am Haus Saargemünder Straße 2, in Berlin-Zehlendorf

Die Stiftung entstand 1985 auf Anregung der damaligen Regierungschefs der Bundesrepublik Deutschland und Japans, Helmut Kohl und Nakasone Yasuhiro. Da zu dieser Zeit das Interesse beider Staaten am jeweils anderen sehr groß war, wurde eine Stiftung gegründet, die den Dialog und die Zusammenarbeit zwischen den Ländern, den Kulturen, zwischen Wissenschaftlern, Unternehmern und Künstlern, fördern sollte.
Im November 1983 beschlossen der damalige Bundeskanzler Helmut Kohl und der japanische Premierminister NAKASONE Yasuhiro, ein Forum für europäisch-japanische Begegnungen zu gründen. Am Rande des Wirtschaftsgipfels 1984 in London vereinbarten schließlich die beiden Regierungschefs die Einsetzung einer deutsch-japanischen gemischten Kommission, die noch im Herbst des gleichen Jahres in Berlin und in Tôkyô zusammentrat. Diese Kommission erarbeitete die Eckpunkte für ein Abkommen, welches am 1. März 1985 unterzeichnet wurde. Bereits am 15. Januar 1985 wurde die Stiftung Japanisch-Deutsches Zentrum Berlin (JDZB) ins Leben gerufen. Dafür wurde das Gebäude der ehemaligen japanischen Botschaft in der Tiergartenstraße wieder hergerichtet. Nachdem der Bundestag beschlossen hatte, seinen Regierungssitz von Bonn nach Berlin zu verlegen, beschloss auch die japanische Botschaft, wieder in ihr Botschaftsgebäude einzuziehen. Aus diesem Grund suchte das JDZB ein neues Gebäude und fand es in Dahlem, wo es seit 1998 tätig ist.

## Aufgaben
Die Aufgabe des Japanisch-Deutschen Zentrums Berlin ist in seiner Stiftungsurkunde festgehalten, nämlich „die japanisch-deutsche und internationale Zusammenarbeit auf den Gebieten der Wissenschaft und Kultur zu fördern und zu vertiefen. […], insbesondere durch Unterstützung der japanisch-deutschen Verständigung auf allen Ebenen des Wirtschaftslebens zur Verbesserung der Zusammenarbeit in Wissenschaft, Forschung und Kultur.“ Dabei stehen nicht nur die bilateralen Beziehungen im Vordergrund, sondern der gesamte asiatisch-pazifische Raum und die Länder Europas sowie die Einbindung Japans und Deutschlands in internationale Institutionen und Fragestellungen.

### Konferenzen und Veranstaltungen
Das JDZB bietet ein Forum für den wissenschaftlichen Austausch in Form von Konferenzen, Workshops und Vorträgen an. Bei diesen Veranstaltungen können Experten aus Wirtschaft, Wissenschaft, Politik oder Kultur in den Dialog treten, sich über langfristige Entwicklungen oder aktuelle Probleme in beiden Ländern austauschen und gemeinsam Perspektiven und Netzwerke bilden. Jährlich veranstaltet das JDZB etwa 20 eigene und Kooperationsprojekte, davon einige auch in Japan und in anderen Ländern. Dabei werden Themen aufgegriffen, die für beide Länder wichtig sind – ohne dass sie immer auf Japan und Deutschland begrenzt sind. Je nach Fragestellung werden auch Teilnehmer aus anderen europäischen oder asiatischen Ländern einbezogen.

### Austauschprogramme
Das JDZB betreut sechs deutsch-japanische Austauschprogramme für unterschiedliche Zielgruppen. Im Mittelpunkt steht dabei der Nachwuchs für die deutsch-japanischen Beziehungen wie z. B. junge Berufstätige, zukünftige Führungskräfte oder Nachwuchswissenschaftler. Durch fachspezifische Programme wird der Dialog zwischen den jungen Experten aus beiden Ländern gefördert sowie gegenseitiges Verständnis vermittelt und Anregungen für die eigene Arbeit gegeben.

### Ausstellungen und Konzerte
Mit dem kulturellen Angebot wendet sich das JDZB vor allem an eine interessierte Berliner Öffentlichkeit und fördert ebenfalls den Austausch zwischen beiden Ländern. Die Veranstaltungen umfassen Konzerte, Ausstellungen, Lesungen, Vorträge, Filmvorführungen und Theatervorstellungen, die im japanisch-deutschen Kontext stehen. Die bekannteste Reihe sind die Dahlemer Musikabende, bei denen japanische und internationale Künstler Konzerte geben. Beim alljährlichen Tag der offenen Tür gibt es japanische „Kultur zum Anfassen“. Insgesamt widmet sich das kulturelle Angebot sowohl klassischen wie auch aktuellen Themen und bringt über die Kunst, die Musik und die Literatur die Menschen zusammen.

### Japanischkurse
Das JDZB bietet Kurse für Japanisch als Fremdsprache für Anfänger und Fortgeschrittene an. Dabei werden die Lerninhalte mithilfe der JaFIX-Methodik (Japanisch als Fremdsprache mit integrativ-kommunikativen Schritten) vermittelt, die gängige und alternative didaktische Methoden einsetzt, die das Lernen dauerhafter und einfacher vermitteln sollen. Die Sprachkurse dauern ein Jahr und sind unterteilt in die Schwierigkeitsgrade Grundstufe, Mittelstufe sowie Oberstufe. Außerdem gibt es eine Arbeitsgruppe „Dolmetschen Deutsch-Japanisch“.

### Die Bibliothek
Die Bibliothek im JDZB hat rund 10.000 Bänder in ihrem Bestand, davon etwa 60 % in japanischer Sprache. Neben Nachschlagewerken, Wörterbüchern und statistischen Datensammlungen gibt es auch Publikationen über Wirtschaft, Politik, Gesellschaft und Kultur des alten sowie modernen Japan. Ein Schwerpunkt ist Literatur zu deutsch-japanischen Beziehungen sowie zur Japan-Forschung. Ausleihe und Online-Recherche sind möglich.

## Gremien
Das Japanisch-Deutsche Zentrum Berlin ist eine gemeinnützige Stiftung privaten Rechts. Ihre Gremien bestehen aus dem Gesamtvorstand und dem Stiftungsrat. Beide sind paritätisch mit japanischen und deutschen Vertretern besetzt und tagen jährlich abwechselnd in Deutschland und Japan. Diesen Sitzungen gehen Regierungskonsultationen über den Beitrag beider Länder zum Jahreshaushalt des JDZB voraus.

## Veröffentlichungen
Der Newsletter des Japanisch-Deutschen Zentrums Berlin „jdzb echo“ erscheint vierteljährlich in deutscher, englischer und japanischer Sprache und bietet Informationen über die Aktivitäten und Veranstaltungen der Stiftung der vergangenen wie auch der kommenden Monate. Das JDZB dokumentiert seine Veranstaltungen in verschiedenen Publikationen: In der Buchreihe „jdzb documentation“, die im Iudicium-Verlag in München erscheint, werden wissenschaftliche Tagungen in den Konferenzsprachen dokumentiert; die Publikationen sind ausschließlich im Buchhandel erhältlich. In der Reihe „Veröffentlichungen des JDZB“ werden Tagungen in Form von Occasional Papers dokumentiert, die Veröffentlichungen können direkt beim JDZB bezogen werden.